# David Albritton
David Donald Albritton (ur. 13 kwietnia 1913 w Danville, zm. 15 maja 1994 w Dayton) – amerykański lekkoatleta, zdobywca srebrnego medalu olimpijskiego w skoku wzwyż na letnich igrzyskach olimpijskich w 1936 roku z Berlinie.

## Życiorys
12 lipca 1936 roku ustanowił wspólnie z Corneliusem Johnsonem rekord świata w skoku wzwyż, uzyskując wynik 207 cm.
Na igrzyskach olimpijskich w 1936 w Berlinie Albritton zdobył srebrny medal w skoku wzwyż, przegrywając jedynie z Johnsonem. W 1937 został mistrzem Stanów Zjednoczonych (AAU) w tej konkurencji.
Był prekursorem techniki przerzutowej. Po zakończeniu kariery zajmował się polityką. Był członkiem Izby Reprezentantów Ohio.